# Docofossor
Docofossor brachydactylus (que significa "excavador de dedos cortos") es un pequeño mammaliaforme subterráneo que vivió a principios del Jurásico superior, hace unos 160 millones de años en lo que hoy es China.
Sus restos fósiles han aparecido en la Formación Tiaojishan, en Hebei (China).